# Платформа (вагон)

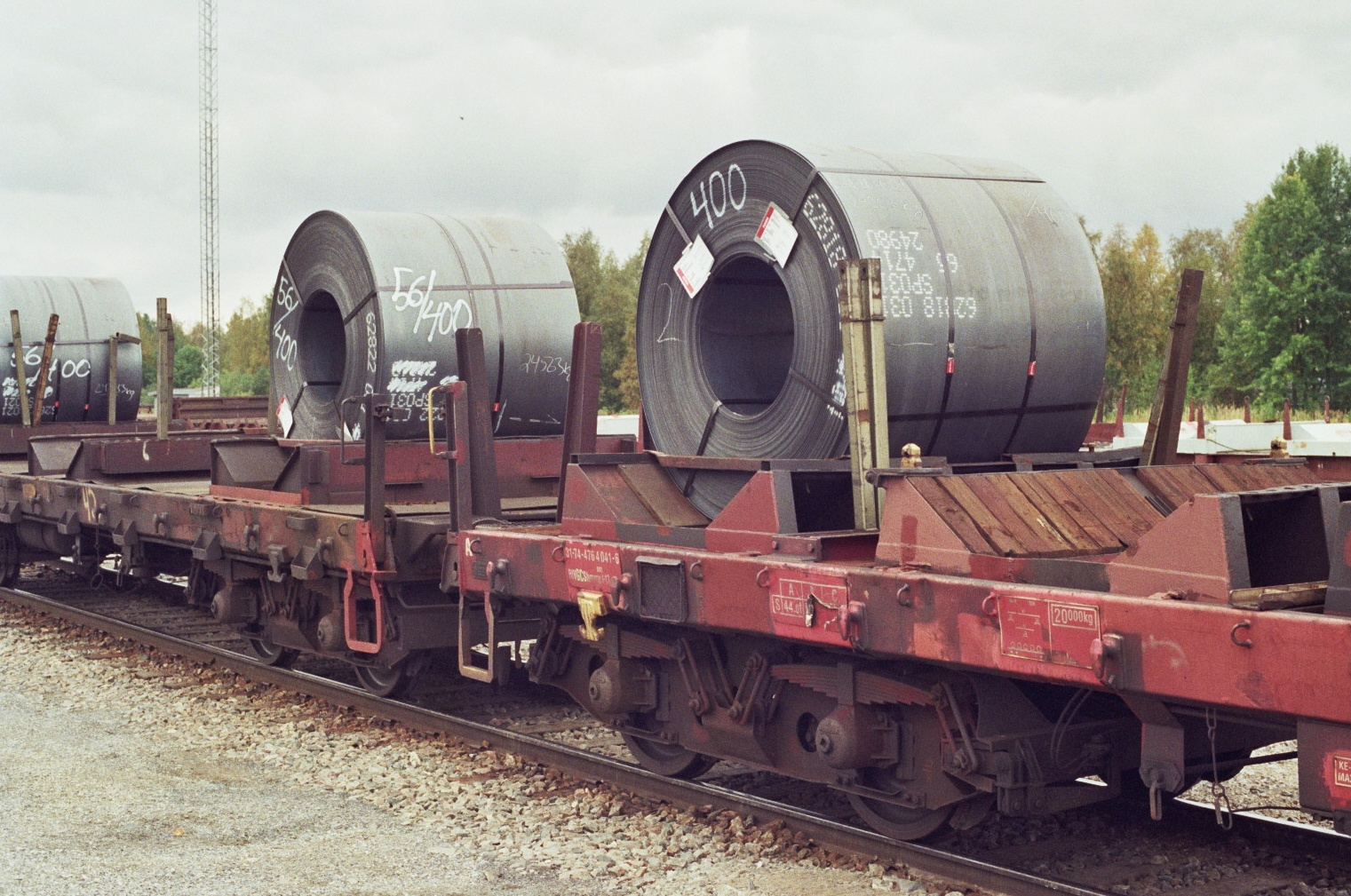
Платформа с установленным креплением для перевозки металлопроката

Платформа (фр. plateforme, от plat — плоский и forme — форма) — грузовой вагон открытого типа, предназначенный для перевозки длинномерных, штучных грузов, контейнеров и оборудования, не требующих защиты от атмосферных воздействий.

## Типы платформ
Платформы подразделяют на универсальные (для перевозки различных грузов большой номенклатуры) и специализированные (для перевозки грузов определённого вида).
Универсальные платформы имеют мощную стальную сварную раму с деревянным или дерево-металлическим настилом пола и металлическими откидными боковыми и торцевыми бортами. Настил пола платформы подкреплён дополнительными балками рамы. Торцевые борта в открытом положении служат переездными мостками для погрузки колёсной техники самоходом. На платформе допускается перевозка как распределённых, так и сосредоточенных в средней части грузов (45 тонн на платформе длиной 3 м и 60 тонн на платформе длиной 4,3 м).
Специализированные платформы не имеют бортов, а некоторые также и настила пола. Они оборудуются приспособлениями для удобного крепления грузов при транспортировке и облегчения погрузочно-разгрузочных операций. К специализированным относятся платформы для перевозки большегрузных контейнеров, лесоматериалов, легковых автомобилей (в два яруса).
Размеры пола для стандартной платформы: 2870×13 300 мм, площадь — 36,8 м². Полезная грузоподъемность: 60—75 тонн. Максимальная высота груза — 2600 мм (высота вместе с платформой до 4 м), при негабаритности — до 3900 мм (до 5,3 м).

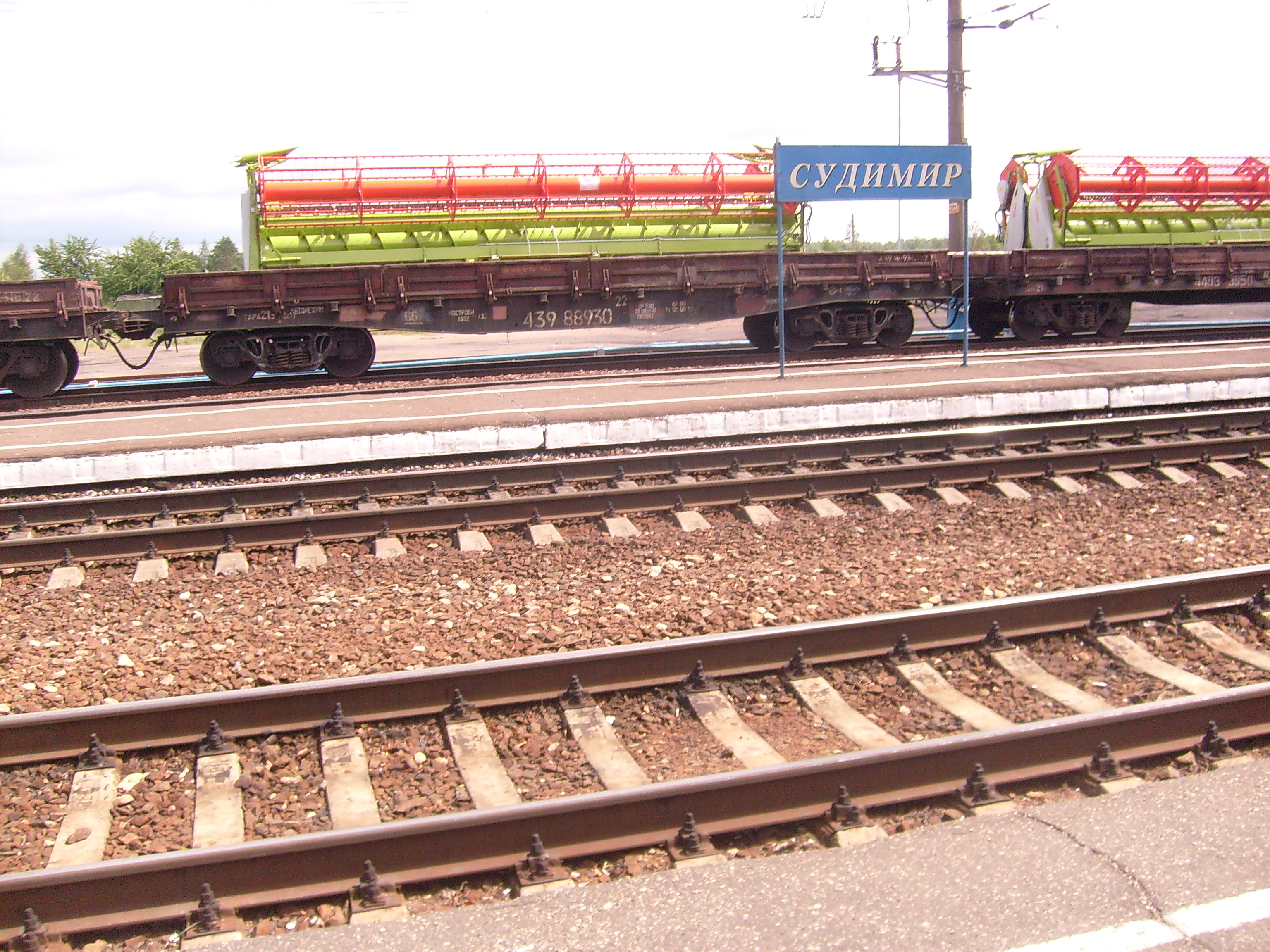
Универсальные платформы с погруженными жатками, борта закрыты
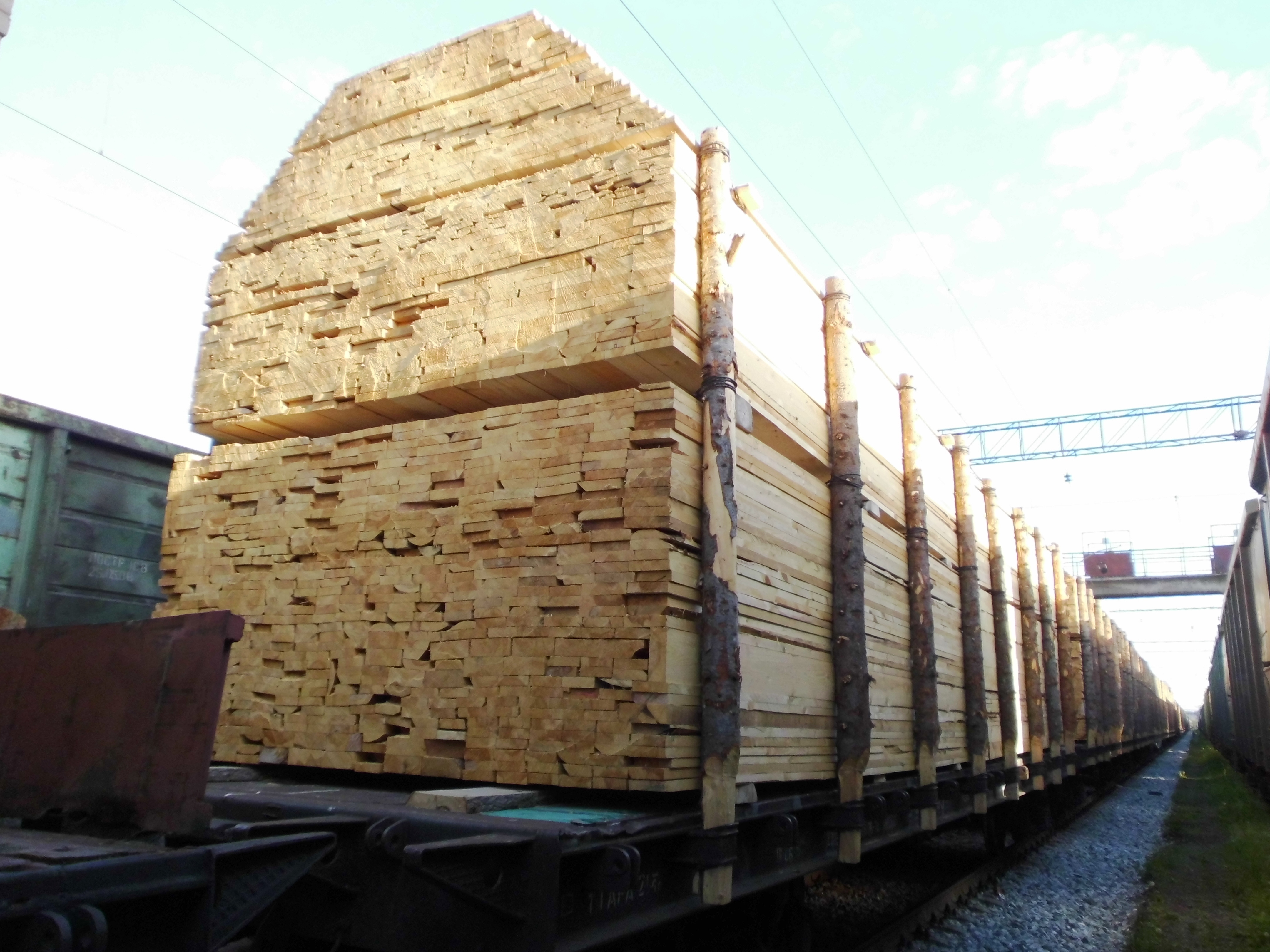
Универсальные платформы с погруженными пиломатериалами, борта сняты
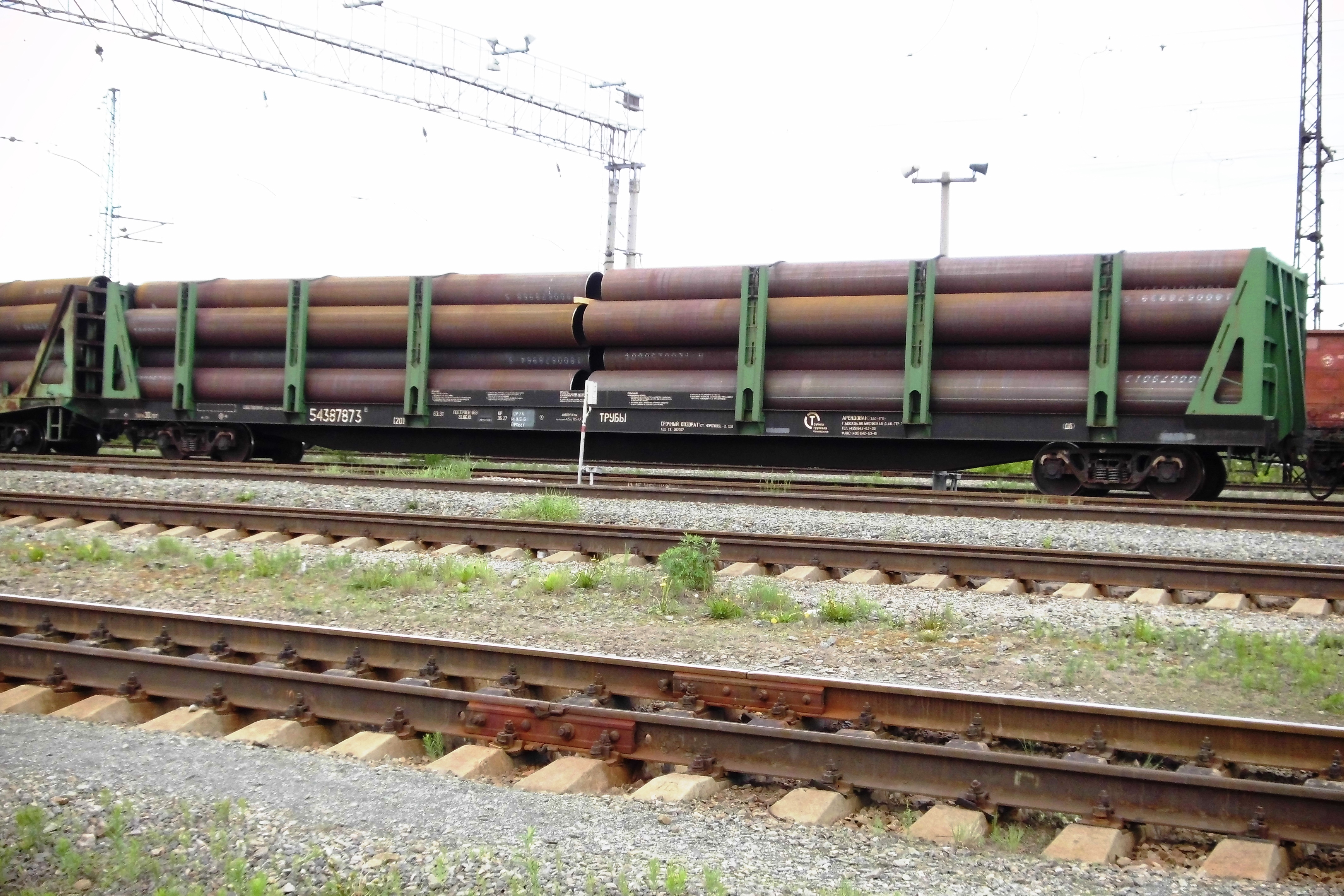
Специализированная платформа-трубовоз
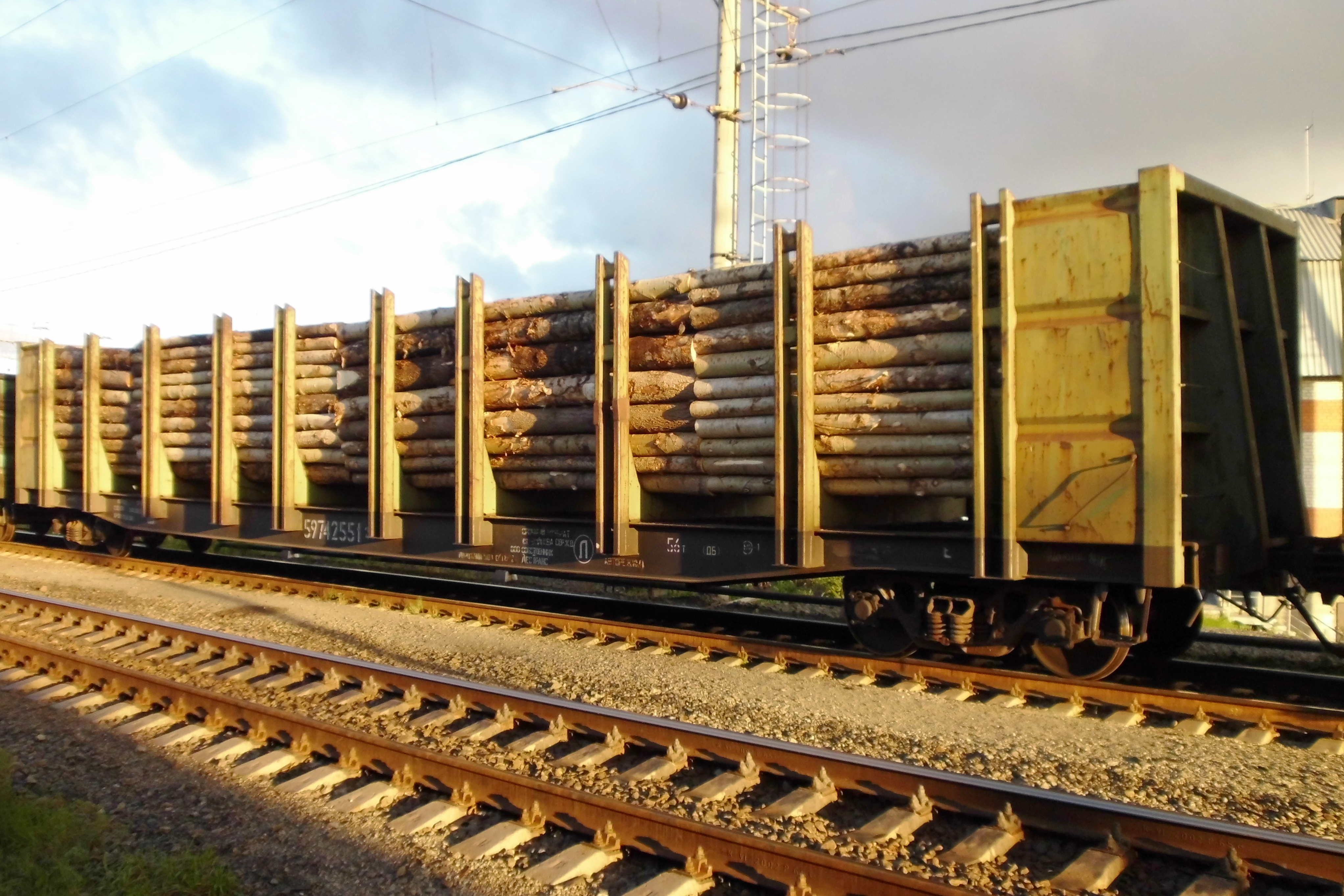
Специализированная платформа-лесовоз
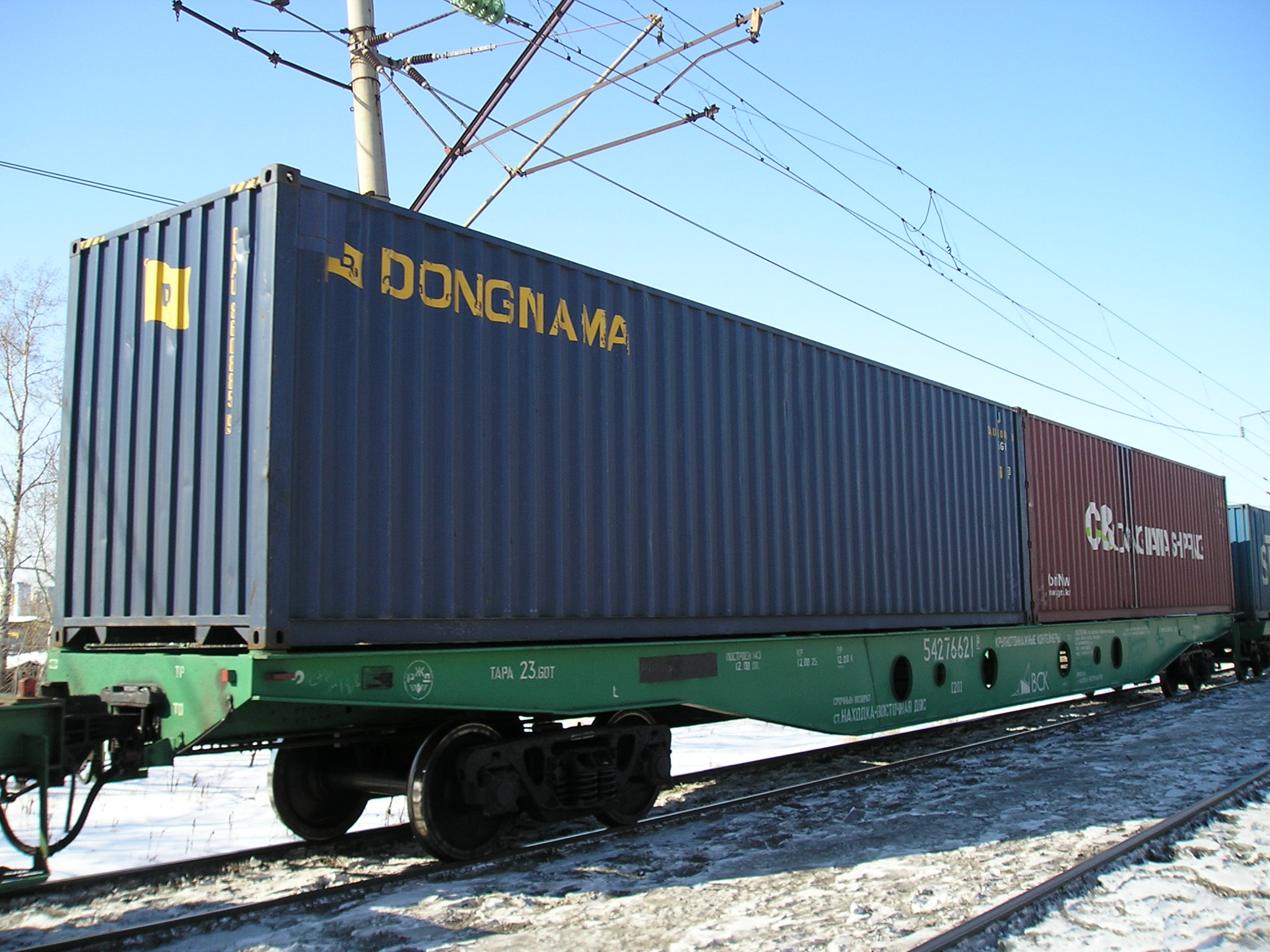
Специализированная фитинговая платформа-контейнеровоз
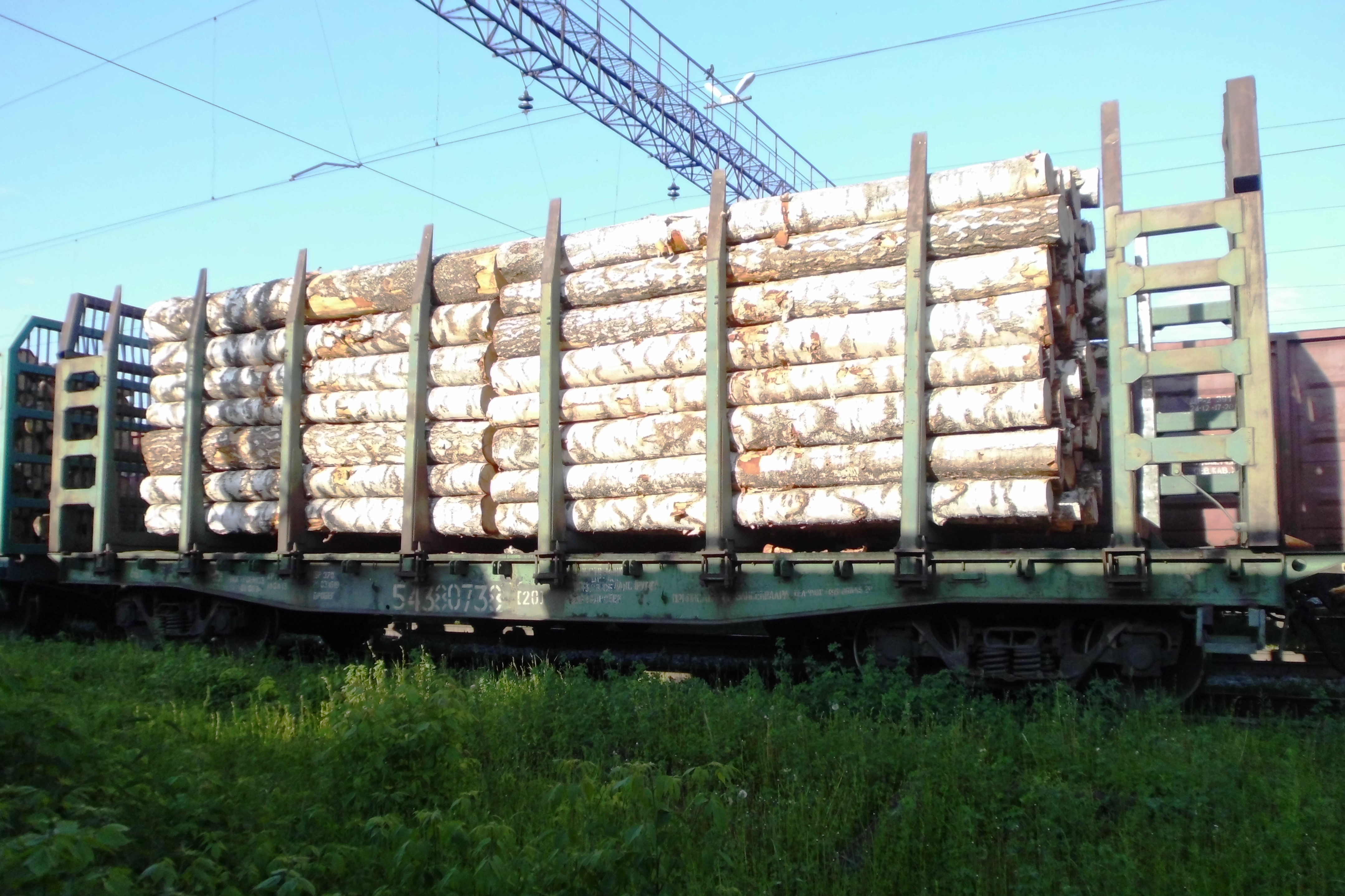
Универсальная платформа со съёмным оборудованием для перевозки лесоматериалов

## Оборудование
Платформы оборудуются типовыми ходовыми частями, автосцепными и автотормозными устройствами.

## Узкоколейные платформы

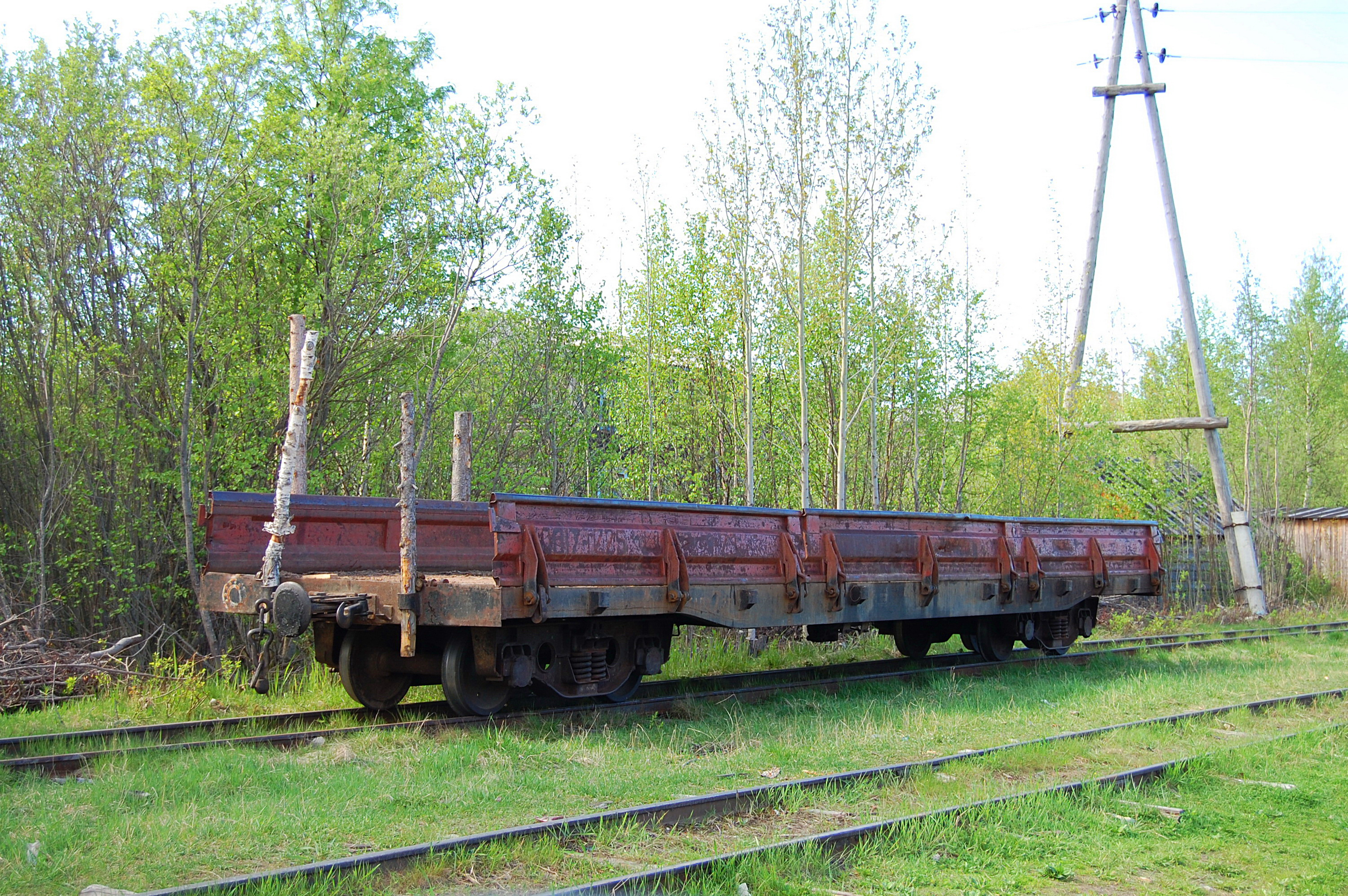
Платформа, 750 мм (грузоподъёмность 23 тонны)

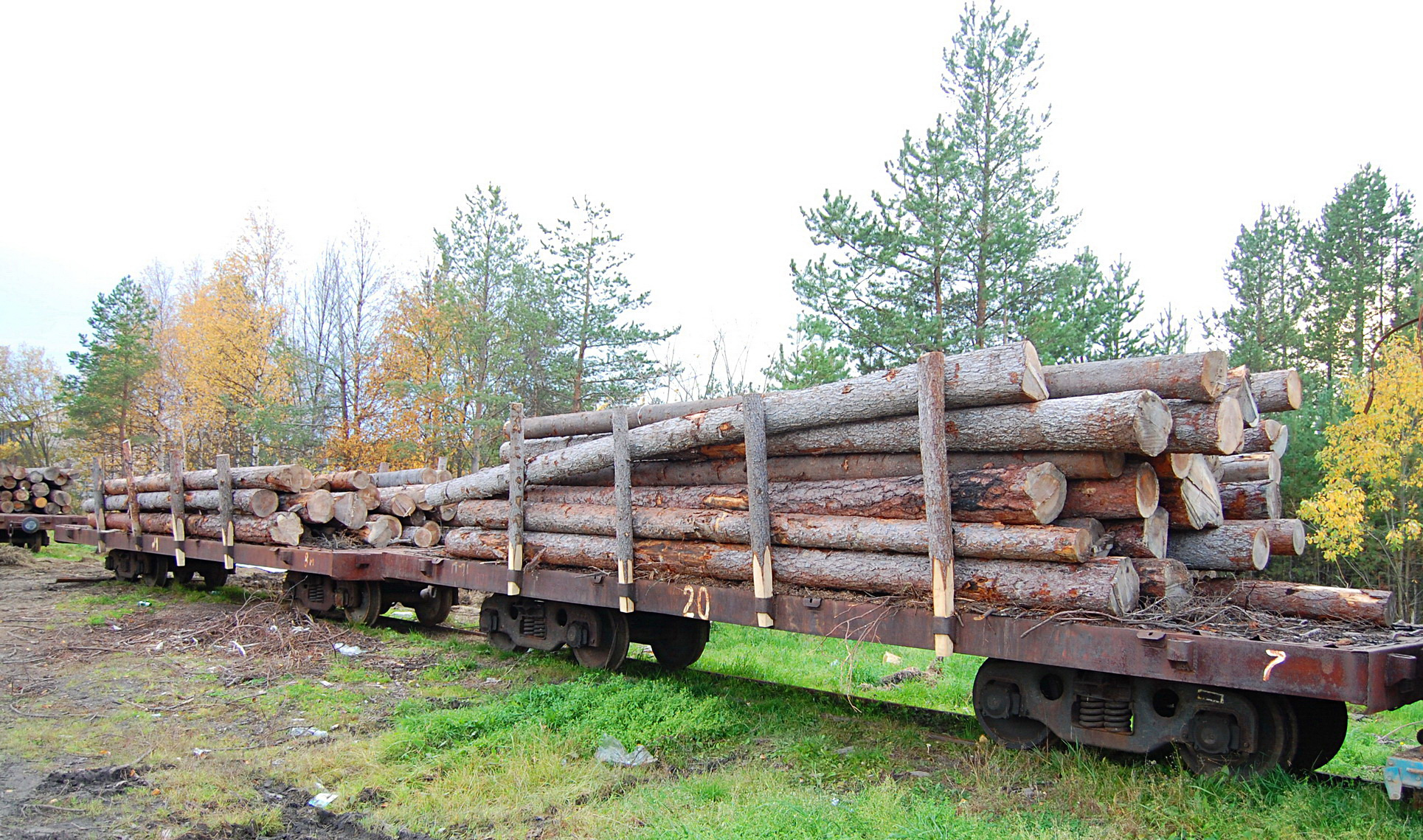
Платформы лесозаготовительные, 750 мм (грузоподъёмность 13 тонн)

Грузовые узкоколейные платформы среди общего количества вагонов, выпущенных для узкоколейных железных дорог занимают первое место. Платформы предназначены для перевозки леса, а также навалочных и штучных грузов широкой номенклатуры, контейнеров и оборудования, не требующего защиты от атмосферных осадков. Для перевозки лесоматериала используют платформы, на которые дополнительно установлены металлические стойки. Платформы могут быть универсальными, рассчитанными на большую номенклатуру перевозимых грузов, и специальными — предназначенными для перевозки определенных грузов. Для перевозки крупногабаритной техники используют специализированные платформы с аппарелями грузоподъёмность 38 тонн.

### Общая характеристика
Различают платформы:
- По типу:
  - универсальные
  - специальные — для определённых видов грузов
- По конструкции:
  - бортовые
  - безбортовые
  - тормозная
  - нетормозная
- По грузоподъемности:
  - 13 тонн
  - 23 тонн
  - 38 тонн

## Производители платформ
Выпуском железнодорожных платформ занимаются вагоностроительные предприятия. Как правило, они выпускают и другие типы вагонов. 

### Производители платформ в России
- ПАО «Абаканвагонмаш»
- ОАО «Алтайвагон»
- ООО «Камбарский машиностроительный завод»
- ОАО «Муромтепловоз»
- ЗАО «Промтрактор-вагон»
- ОАО «Рузхиммаш»
- АО «Тихвинский вагоностроительный завод»
- ТихвинСпецМаш
- ЗАО «Трансмашхолдинг»
- ОАО «НПК „Уралвагонзавод“ имени Ф. Э. Дзержинского»
- Энгельсский завод металлоконструкций

### Производители платформ на Украине
- Азовмаш
- ОАО Днепровагонмаш
- ОАО «Крюковский вагоностроительный завод»